# Алешандре Пато
Алешандре Пато (на португалски: Alexandre Pato, изговаря се най-близко до Алеша̀ндри Па̀ту, роден като Алешандре Родригеш да Силва, Alexandre Rodrigues da Silva) е бразилски футболист-национал, нападател. Започва професионалната си кариера в Интернасионал от 2006 до 2007 г., където изиграва 10 мача и отбелязва 6 гола. От 2007 г. е играч на италианския Милан. Сумата по трансфера е 22 милиона евро и по тозо начин на 17-годишна възраст той се превръща в най-скъпия непълнолетен футболист. В националния отбор на Бразилия играе от 2008 г. През 2013 година печели купата на конфедерациите. По-рано през 2013 година преминава в бразилския Коринтианс.